# Silicon Messiah
Silicon Messiah – pierwszy studyjny album brytyjskiej grupy heavymetalowej BLAZE, wydany 22 maja 2000 roku nakładem wytwórni Steamhammer.

## Lista utworów
1. Ghost in the Machine (Bayley, Wray, Slater, Naylor)
2. Evolution (Bayley, Wray, Slater, Naylor, Singer)
3. Silicon Messiah (Bayley, Slater, Naylor)
4. Born As A Stranger (Bayley, Slater, Naylor)
5. The Hunger (Bayley, Wray, Slater, Singer)
6. The Brave (Bayley, Wray, Naylor)
7. Identity (Bayley, Wray, Slater, Naylor)
8. Reach For The Horizon (Bayley, Hilborne)
9. The Launch (Bayley, Slater, Naylor)
10. Stare At The Sun (Bayley, Slater, Naylor)[2]

## Muzycy
- Blaze Bayley - wokal
- Steve Wray - gitara
- John Slater - gitara
- Rob Naylor - gitara basowa
- Jeff Singer - perkusja